# Шахтау (Стерлитамак)
Шахтау — микрорайон города Стерлитамака. Расположен на северо-востоке города, у границы с Ишимбайским районом, около срытого шихана Шахтау. В районе Шахтау река Селеук впадает в реку Белую. Граница Стерлитамака и Ишимбайского района.

## История
Микрорайон Шахтау вырос рядом с местом добычи известняковой породы (месторождение принадлежит ОАО «Сода»).
В 1957 году вышел Указ Президиума Верховного Совета Башкирской АССР от 24 мая 1957 г. № 6-2/70 «О передаче пос. Шахтау Макаровского района в административное подчинение Стерлитамакскому городскому совету», постановивший, согласно справочнику «История административно-территориального деления Республики Башкортостан (1708—2001): сб. док. и материалов» (Уфа: Китап, 2003. 532 с. С.302):
Передать пос. Шахтау Ишеевского с/с Макаровского района в административное подчинение Стерлитамакскому городскому совету депутатов трудящихся.
В ноябре 2004 г. из Ишеевского сельсовета Ишимбайского района в состав Шахтау (Стерлитамака) передано 371 га.
В июле 2001 года в Башкортостане принят Закон Республики Башкортостан № 235-з от 25.07.2001 «Об установлении границ муниципальных образований в Республике Башкортостан». Закон устанавливал официальные названия, границы и состав территорий муниципальных образований в регионе. по городу Стерлитамаку
1. Ашкадарское
2. Стерлинское
3. Шахтау
Данный Закон утратил силу с 17 декабря 2004 года, когда был принят Закон Республики Башкортостан от 17.12.2004 N 126-з «О границах, статусе и административных центрах муниципальных образований в Республике Башкортостан».

## Улицы
- Карла Либкнехта
- Российская
- Горняков
- Ученическая
- Уральская
- Селеукская
- Розы Люксембург
- Заречная